# Pirates des Caraïbes : Jusqu'au bout du monde
Cet article concerne le film. Pour le jeu vidéo, voir Pirates des Caraïbes : Jusqu'au bout du monde (jeu vidéo). Pour les autres significations, voir Pirates des Caraïbes (homonymie).
Série Pirates des Caraïbes
Le Secret du coffre maudit
(2006) La Fontaine de Jouvence
(2011)
Pour plus de détails, voir Fiche technique et Distribution.
Pirates des Caraïbes : Jusqu'au bout du monde (Pirates of the Caribbean: At World's End) est un film d'aventures fantastique américain réalisé par Gore Verbinski et sorti en 2007.
La première mondiale du film s'est tenue au Disneyland d'Anaheim en Californie (aux États-Unis) le 19 mai 2007. Le film sort ensuite dans les salles le 23 mai 2007 en France et le 25 mai 2007 aux États-Unis. L'histoire suit Will Turner, Elizabeth Swann et l'équipage du Black Pearl partant au secours du capitaine Jack Sparrow (Johnny Depp). Pirates des Caraïbes : Jusqu'au bout du monde est la suite du Secret du coffre maudit (2006), il constitue le troisième volet de la série Pirates des Caraïbes.

## Synopsis

Le pavillon de la Compagnie des Indes orientales, dirigée par lord Cutler Beckett.

À Port Royal, la pendaison de plusieurs personnes accusées de piraterie ou de complicité avec les pirates est organisée sur ordre de Lord Cutler Beckett. L'âge d'or de la piraterie touche à sa fin. Au même moment, Elizabeth Swann et le capitaine Hector Barbossa sont à Singapour afin de s'entretenir avec Sao Feng, l'un des neuf seigneurs des pirates du Tribunal de la Confrérie et seigneur de la mer de Chine méridionale. Barbossa annonce à Sao Feng qu'il a décidé de réunir les neuf seigneurs des pirates afin de contrer la menace grandissante de la Compagnie des Indes orientales. Le Tribunal ne peut se réunir qu'avec la présence des neuf seigneurs. Or, il en manque un, le capitaine Jack Sparrow, qui, tué par le Kraken, n'a pas eu le temps de transmettre sa pièce de Huit avant de mourir. Barbossa insiste : il faut ramener Jack du royaume des morts (l'Antre de Davy Jones), sans quoi le Tribunal de la Confrérie ne pourra pas se réunir. Sao Feng reste méfiant envers Barbossa, car il a récemment surpris Will Turner dans ses appartements en train de lui voler ses cartes nautiques, qui permettent entre autres de trouver le chemin vers l'au-delà. S'ensuit alors une bataille entre les hommes de Lord Beckett, qui viennent juste d'investir Singapour, et les pirates de Sao Feng. L'équipage restant du Black Pearl (à savoir Gibbs, Marty, Coton, Pintel et Ragetti, accompagnés de la sorcière vaudou Tia Dalma) se joignent eux aussi au combat. Peu après, les rescapés de Singapour appareillent grâce à Sao Feng, qui a pu leur fournir ses fameuses cartes nautiques, un équipage ainsi qu'une jonque, le Hai Pang. Ils effectuent alors un très long voyage à travers froid, vent et neige afin d'atteindre l'Antre de Davy Jones. Une nuit, ils arrivent finalement au bout du monde , qui se présente comme une immense chute d'eau. Barbossa reconnaît ces eaux mystérieuses puisqu'il en revient et certifie à l'équipage qu'il s'agit du bon chemin. L'équipage du Hai Peng ne peut rien faire, tombe dans l'immense chute d'eau et atterrit dans l'Antre de Davy Jones.
Pendant ce temps, Beckett, secondé par l'amiral James Norrington, le gouverneur Weatherby Swann et Mercer, rend visite à Davy Jones à bord du Hollandais volant. Étant désormais en possession du cœur de Jones, Beckett a le pouvoir de l'obliger à obéir à ses ordres, sinon il percera le cœur. Son premier ordre est que Jones tue lui-même son animal de compagnie, le Kraken. Furieux, Jones fait couler sans pitié tous les navires pirates qui croisent son chemin. Beckett, afin d'arriver à mieux contrôler Jones, fait amener le cœur de ce dernier à bord du Hollandais volant, sous la surveillance de Norrington.
Jack Sparrow, de son côté, erre tel un fantôme dans l'Antre de Davy Jones, maudit pour l'éternité. Il a été déporté avec le Black Pearl sur une immense étendue de sable, où rien ni personne ne bouge, pas même le vent. Souffrant d'hallucinations depuis sa mort (durant lesquelles il voit un équipage entièrement composé de lui-même), le pirate voit le Black Pearl être tiré jusqu'à la plage par des millions de petits crabes. C'est là qu'il retrouve l'équipage de Barbossa, échoué lui aussi dans cette région. Jack croit d'abord à une énième hallucination mais après avoir écouté les dires de Will et de Tia Dalma, il commence à revenir à la raison. Il en profite pour révéler sournoisement à tout l'équipage le rôle qu'a joué Elizabeth dans sa mort (en effet, c'est cette dernière qui l'avait menotté au mât du Black Pearl avant qu'il ne soit englouti par le Kraken). Dès lors, la jeune femme perd la confiance de Will, celui-ci croyant qu'elle aimait Jack.
Après de longues discussions, tout l'équipage monte à bord du Black Pearl mais Barbossa et Jack se disputent le poste de capitaine. La nuit venue, le Black Pearl croise plusieurs dizaines de chaloupes qui voguent sur les eaux, transportant les âmes des défunts vers l'Antre. Dans l'une d'elles se trouve le gouverneur Swann, le père d'Elizabeth. Ce dernier lui apprend qu'il est mort à cause du cœur de Jones et lui révèle que la personne qui transpercera le cœur prendra la place de Jones pour l'éternité, car le Hollandais volant doit toujours avoir un capitaine. Cette information n'échappe pas à Will et à Jack. Elizabeth reste bouleversée de la mort de son père mais Tia Dalma lui assure qu'il reposera en paix. Le lendemain, alors que l'équipage est épuisé, affamé et condamné à errer dans le royaume des morts pour l'éternité, Jack trouve le moyen de s'en échapper grâce aux cartes de Sao Feng. Ensemble, l'équipage arrive à faire chavirer le navire puis un rayon vert explose dans le ciel au crépuscule, les ramenant tous dans le monde des vivants.
De retour parmi les vivants, les membres principaux (Barbossa, Sparrow, Elizabeth, Will et Gibbs) se tiennent en joue dans une impasse mexicaine qui aura une issue comique : la poudre mouillée rend leurs armes inutilisables, le règlement de comptes est remis à plus tard. L'équipage trouve une source d'eau douce pour se ravitailler d'urgence. Le Black Pearl est alors confié à Will. À terre, Jack et Barbossa discutent de la future réunion du Tribunal de la Confrérie. Sur cette île se trouve également la dépouille du Kraken, tué par les canons du Hollandais volant. Jack et Barbossa sont alors trahis par l'équipage du Hai Peng et se retrouvent forcés de remonter à bord du Black Pearl où Sao Feng les attend. Il leur révèle la trahison de Will, qui veut le Black Pearl afin de libérer son père, prisonnier et esclave de Davy Jones, puis ils sont à leur tour rejoints par le vaisseau Endeavour de Beckett. Ce dernier capture Sparrow et le ramène à son bord tandis que le Black Pearl et l’Impératrice (le vaisseau de Sao Feng) sont arraisonnés par l'armada de Beckett, commandée par Mercer. Barbossa, qui est lui aussi l'un des neuf seigneurs des pirates, propose une alliance avec Sao Feng en lui révélant qu'il a en sa possession Calypso, la déesse des mers. Le pirate, sous le charme d'Elizabeth, la demande en échange. Elizabeth accepte de servir d'otage et le marché est conclu. De son côté, Jack convient avec Beckett de lui livrer les pirates de la Confrérie, en échange de l'acquittement de sa dette envers Davy Jones. Au même moment, Sao Feng et Barbossa ouvrent le feu sur les hommes de Beckett. Jack arrive à s'échapper et regagne le Black Pearl, non sans avoir gravement endommagé au passage le mât principal du vaisseau de Beckett, qui ne peut plus les suivre. Sao Feng s'échappe de la mêlée à bord de l’Impératrice en emportant Elizabeth tandis que, sur le Black Pearl, Will est mis aux fers. Beckett, dans l'incapacité de poursuivre l'un ou l'autre navire, fait envoyer un message à Davy Jones et lui ordonne de couler l’Impératrice.
La nuit venue, à bord de l’Impératrice, Sao Feng tente de charmer Elizabeth, croyant à tort que celle-ci est Calypso, prisonnière dans une simple enveloppe charnelle. Mais à ce moment-là, le vaisseau est attaqué par les canons du Hollandais volant et Sao Feng est tué durant l'attaque. Juste avant de mourir, il transmet sa pièce de Huit à Elisabeth, la nommant capitaine à sa place. Elizabeth retrouve alors Norrington juste avant qu'elle et son équipage ne soient enfermés dans les cales du Hollandais volant. Dans sa cellule, elle fait la rencontre de Bill Turner, le père de Will, qui lui explique la promesse de libération que Will lui avait jadis faite. Émue, elle réalise le dilemme de Will et comprend ses décisions de trahir Jack et le Black Pearl. Plus tard dans la nuit, Elizabeth et son équipage sont libérés par Norrington et arrivent à regagner l’Impératrice mais, durant la manœuvre, Norrington est tué par Bill Turner, sous les yeux de la jeune femme. À la mort de l'ancien commodore, le contrôle du Hollandais volant est transmis à Mercer, qui récupère la clef du coffre maudit ; Jones jure que cette situation n'est que temporaire.
Sur le Black Pearl, Will arrive à se libérer. Il est alors surpris par Jack en train d'attacher des cadavres sur des tonneaux et de les lancer par-dessus bord afin d'attirer Beckett. Le jeune homme lui explique son dilemme : soit il choisit de vivre avec Elizabeth, soit il honore la promesse qu'il a faite à son père Bill, à savoir le libérer du Hollandais volant. Mais, s'il tue Davy Jones, il deviendra esclave du Hollandais volant pour toujours. Jack lui fait à son tour part de son désir d'accéder à l'immortalité mais pousse Will par-dessus bord après lui avoir confié son compas qui montre à celui qui le détient où se trouve la chose qu'il désire le plus dans ce monde. Victime de Jack, Will se retrouve finalement à bord de l’Endeavour et en profite pour conclure un marché avec Beckett. Ils sont rejoints par Davy Jones, à qui Will apprend entre autres la survie de Jack. Le jeune homme apprend également que c'est en réalité Davy Jones qui, lors du premier Tribunal de la Confrérie, a trahi et fait emprisonner la déesse Calypso dans une enveloppe charnelle car, fou d'amour pour la déesse, il ne lui a pas pardonné le fait qu'elle ne l'ait pas attendu à terre comme elle le lui avait promis.
Après plusieurs jours de voyage, l'équipage du Black Pearl arrive à l'île des Naufragés, qui abrite la baie des Naufragés et la ville des Naufragés, où le Tribunal de la Confrérie est censé se réunir. Barbossa révèle alors à la stupeur générale que Calypso n'est autre que la sorcière vaudou Tia Dalma. Il la fait ensuite mettre aux fers. Enfermée dans une cellule du Black Pearl, Tia Dalma/Calypso a la surprise de recevoir la visite de Davy Jones, son amant de toujours. Elle lui annonce qu'elle s'apprête à être libérée par les pirates et lui déclare également que, malgré sa trahison, elle n'a jamais cesser de l'aimer. De son côté, Barbossa ouvre la réunion du conseil en compagnie des huit seigneurs des pirates, chacun porteur d'une pièce de Huit « unique ». Chacun de ces pirates contrôle une partie du monde marin : Sumbhajee Angria est maître de l'océan Indien, François Chevalle contrôle la Méditerranée, Eduarno Villanueva a plein pouvoir sur la mer Adriatique, Jocard a l'océan Atlantique, Dame Ching, l'océan Pacifique et Ammand le Corsaire domine la mer noire. Ils sont rejoints par Elizabeth, qui fait désormais office du neuvième seigneur des pirates à la place du défunt Sao Feng, contrôlant ainsi la mer de Chine du sud. Barbossa arrive à réunir huit des neuf pièces et déclare vouloir libérer Calypso, à la grande fureur des membres du Tribunal. Jack prononce alors un discours et, afin de déclarer la guerre à la Compagnie des Indes, demande à ce qu'un roi des pirates soit élu en faisant référence au Code des pirates. Il se débrouille pour que ce soit Elizabeth qui hérite du poste, à la grande indignation des pirates... vite recadrés par le vieux Edward Teague, père de Jack Sparrow et gardien du "code de piraterie". La jeune « reine » ordonne alors que tous les navires de guerre des pirates soient mobilisés ; l'attaque aura lieu à l'aube.
Le lendemain, les pirates découvrent avec effroi que l'armada de la Compagnie des Indes est cinq fois supérieure à leur flotte. Afin d'éviter le massacre des pirates, des « pourparlers » ont lieu sur un « no man's land », une petite terre de sable au milieu de l'océan, entre les deux armées. Barbossa, Jack et Elizabeth vont à la rencontre de Beckett, Will et Davy Jones. Mais les pourparlers se passent mal ; Beckett fait croire à la fourberie de Jack et Jones réclame le remboursement de sa dette. En tant que reine des pirates, Elizabeth décide d'échanger Will contre Jack. Ce dernier est enfermé à bord du Hollandais volant. Furieux, Barbossa récupère la pièce de Huit de Jack, celle qui lui manquait. Lord Beckett déclare alors à Elizabeth que c'est lui le commanditaire de la mort de son père. Furieuse et consciente de la fourberie et de l'hypocrisie de Beckett, la jeune femme décide de déclarer la guerre à la Compagnie des Indes et les protagonistes retournent sur leurs navires respectifs. Une fois à bord, Barbossa prend le contrôle du Black Pearl, réunit les neuf pièces de Huit et décide de libérer Calypso sur l'heure. La déesse est alors libérée de son enveloppe charnelle et se transforme en millions de petits crabes, qui s'échappent en plongeant dans l'océan. Découragés de voir leur dernier espoir s'envoler, les pirates sont désespérés. Elizabeth prononce un discours motivant et fait hisser les couleurs des pirates.
Les principaux vaisseaux des deux camps, le Black Pearl et le Hollandais volant se lancent tous deux à l'attaque. Mais ils sont pris dans un gigantesque maelstrom que fait provoquer Calypso, sous l'effet de la colère. La déesse fait également abattre un torrent de pluie sur les pirates. Après avoir essuyé une attaque à coups de canons, les hommes de Barbossa affrontent au corps à corps les soldats de Beckett et l'équipage maudit du Hollandais volant à bord du Black Pearl. Tout en combattant, Elizabeth et Will arrivent à se marier, grâce à Barbossa qui scelle leur union. Dans la cohue générale, Jones récupère la clef de son coffre en tuant Mercer avant d'affronter Jack, qui venait juste de s'échapper de sa cellule en emportant le coffre maudit. Les deux adversaires se battent sur le grand mât du Hollandais volant, Jones cherchant par tous les moyens à récupérer son coffre. Will se rend sur le Hollandais volant, suivi d'Elizabeth. Le jeune homme se voit contraint d'affronter son propre père, Bill Turner, tandis que son épouse combat Jones avec Jack. Ayant réussi à se débarrasser de ses deux adversaires, le capitaine du Hollandais volant est sur le point d'achever Elizabeth lorsqu'il est stoppé dans son élan par Will. Mais Jones met facilement le jeune homme à terre. Jack, ayant réuni le coffre et la clef, s'empare du cœur de Jones et est sur le point de le transpercer de son sabre. Mais Jones détourne son attention en pourfendant Will avec son épée. Ce dernier agonise. Bill Turner, voyant son fils blessé, se rue sur son capitaine tandis que Jack, d'abord hésitant, arrive à faire transpercer le cœur de Jones avec la main de Will. Le corps de Davy Jones bascule dans le maelström alors que Will meurt, entouré par Jack et Elizabeth. Ces derniers arrivent à s'échapper du navire et regagnent le Black Pearl tandis que le Hollandais volant est englouti par le maelström.
La tempête calmée, l’Endeavour, conduit par Beckett, décide de mener l'assaut final contre le Black Pearl, déjà épuisé par sa confrontation avec le Hollandais volant. C'est alors que le Hollandais volant surgit des flots. Le nouveau capitaine n'est autre que Will qui, grâce à la malédiction du cœur, a pu revenir à la vie. Son cœur, arraché par Bill Turner, ayant pris la place de celui de Davy Jones. L'équipage du Hollandais volant, à l'image de son capitaine, est lui aussi redevenu humain. Le Black Pearl et le Hollandais volant s'associent alors contre l’Endeavour et le canonnent de toutes leurs forces. L’Endeavour ne tire pas un seul boulet de canon, Beckett ne réussissant pas à articuler un seul ordre. Le gouverneur de la Compagnie des Indes ne murmure que « Dites-vous que c'est de bonne guerre ». Il meurt dans l'explosion de son navire, et l'armada de la Compagnie des Indes est finalement vaincue. Après la bataille, sur le Hollandais volant, Will voit le prix de la malédiction qu'il doit maintenant payer ; étant le nouveau capitaine du Hollandais volant, il ne peut passer qu'un seul jour à terre tous les dix ans et Elizabeth ne peut vivre à bord du Hollandais volant avec lui. Elizabeth fait ses adieux à Jack et Barbossa, avant de partir avec Will en chaloupe sur une île près de celle des Naufragés. Alors que le soleil se couche, Will confie à la jeune femme le coffre maudit qui contient dorénavant son propre cœur, avant de regagner son navire. Elizabeth, quant à elle, promet d'attendre Will sur la terre ferme pendant dix longues années.
Alors que les pirates font une escale à Tortuga, Jack est de nouveau abandonné avec Gibbs par Barbossa, qui s'échappe une nouvelle fois avec le Black Pearl. Ce dernier se félicite de son mauvais coup mais en prenant les cartes de Sao Feng qui lui permettront de localiser la Fontaine de Jouvence, il s'aperçoit avec stupeur que Jack les a découpées. Sparrow, en possession des cartes, appareille vers le grand large à bord d'une chaloupe en chantant A Pirate's Life for Me.
Scène post-générique
Dix ans plus tard, sur l'île où Will avait laissé Elizabeth, cette dernière est avec son fils Henry. Ils observent l'horizon et attendent le retour de Will. Un rayon vert passe dans le ciel, le Hollandais volant apparaît. Will est agrippé à la poupe de son navire, heureux, impatient de retrouver sa femme et de rencontrer son fils.

## Fiche technique
Sauf indication contraire, les informations mentionnées dans cette section peuvent être confirmées par les bases de données cinématographiques IMDb et Allociné,  présentes dans la section « Liens externes ».

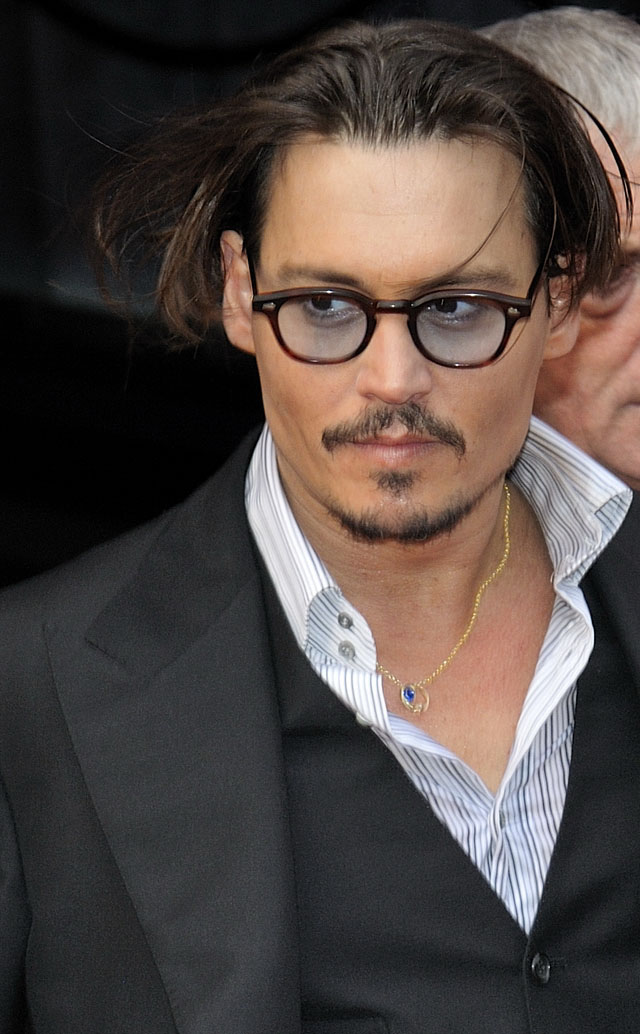
Johnny Depp reprend son rôle du personnage protagoniste Jack Sparrow dans le film.

- Titre original : Pirates of the Caribbean : At World's End
- Titre français et québécois : Pirates des Caraïbes : Jusqu'au bout du monde[1]
- Réalisation : Gore Verbinski
- Scénario : Ted Elliott et Terry Rossio, d'après les personnages créés par Stuart Beattie, Ted Elliott, Terry Rossio et Jay Wolpert
- Musique : Hans Zimmer
  - Musiques additionnelles : Lorne Balfe, Tom Gire, Nick Glennie-Smith, Henry Jackman, Atli Örvarsson, Heitor Pereira, John Sponsler et Geoff Zanelli
- Direction artistique : Bruce Crone, John Dexter, William Hawkins et William Ladd Skinner
- Décors : Cheryl Carasik et Rick Heinrichs[2]
- Costumes : Penny Rose
- Maquillage : Joel Harlow et Ve Neill
- Coiffure : Lucia Mace et Gloria Pasqua Casny
- Photographie : Dariusz Wolski
- Son : Christopher Boyes, William Stein
- Montage : Stephen E. Rivkin et Craig Wood
- Effets spéciaux : Robert Stromberg
- Production : Jerry Bruckheimer
  - Production déléguée : Bruce Hendricks, Eric McLeod, Chad Oman et Mike Stenson
  - Production associée : Pat Sandston
- Sociétés de production : Jerry Bruckheimer Films, Second Mate Productions et Walt Disney Pictures
- Société de distribution : Buena Vista Pictures (États-Unis) ; Buena Vista International (France, Belgique et Suisse) ; Buena Vista Pictures Distribution(Canada)
- Budget : 300 millions de $[3]
- Pays de production :  États-Unis
- Langue originale : anglais
- Format : couleur (Technicolor) — 35 mm — 2,39:1 (CinemaScope / Panavision) — son SDDS / Dolby Digital / DTS / Cinesound
- Genre : fantastique, aventure, action
- Durée : 169 minutes
- Dates de sortie[4] :
  - États-Unis : 19 mai 2007 (première mondiale à Disneyland, Anaheim)[5] ; 25 mai 2007 (sortie nationale)
  - France, Belgique, Suisse romande : 23 mai 2007[6],[7],[8]
  - Québec : 25 mai 2007[1]
- Classification :
  - États-Unis : accord parental recommandé, film déconseillé aux moins de 13 ans (PG-13 - Parents Strongly Cautioned)[N 1]
  - France : tous publics (conseillé à partir de 12 ans)[6],[9]
  - Belgique : tous publics (Alle Leeftijden)[7]
  - Suisse romande : interdit aux moins de 12 ans[10]
  - Québec : tous publics - déconseillé aux jeunes enfants (G - General Rating)[1]

## Distribution
- Johnny Depp (VF : Bruno Choël ; VQ : Gilbert Lachance) : le capitaine Jack Sparrow
- Orlando Bloom (VF : Denis Laustriat ; VQ : Martin Watier) : William Turner
- Keira Knightley (VF : Sybille Tureau ; VQ : Catherine Sénart) : Elizabeth Swann
- Geoffrey Rush (VF : Patrick Floersheim ; VQ : Denis Mercier) : Hector Barbossa
- Naomie Harris (VF : Maïk Darah ; VQ : Pascale Montreuil) : Tia Dalma / Calypso
- Tom Hollander (VF : Patrick Osmond ; VQ : Benoît Éthier) : Lord Cutler Beckett
- Bill Nighy (VF : Georges Claisse ; VQ : Raymond Bouchard) : Davy Jones
- Stellan Skarsgård (VF : Gabriel Le Doze ; VQ : André Montmorency) : Bill Turner
- Jack Davenport (VF : Jean-Pierre Michaël ; VQ : Paul Sarrasin) : James Norrington
- Kevin McNally (VF : Jacques Frantz ; VQ : Jean-Marie Moncelet) : Joshamee Gibbs
- Jonathan Pryce (VF : Jean-Luc Kayser ; VQ : Benoît Marleau) : Weatherby Swann
- Lee Arenberg (VF : Enrique Carballido ; VQ : Manuel Tadros) : Pintel
- Mackenzie Crook (VF : Jérémy Prévost ; VQ : Louis-Philippe Dandenault) : Ragetti
- David Bailie : Cotton
- Martin Klebba (VF : Gérard Surugue ; VQ : Hugolin Chevrette) : Marty
- Christopher S. Capp (VF : Gérard Surugue ; VQ : Marc Bellier) : le perroquet de Cotton (voix)
- Lauren Maher (VQ : Camille Cyr-Desmarais) : Scarlett
- Vanessa Branch (VF : Dorothée Pousséo ; VQ : Annie Girard) : Giselle
- Chow Yun-fat (VF : Lionel Tua ; VQ : Jacques Lavallée) : Sao Feng
- Giles New (VF : Michel Caccia ; VQ : Denis Michaud) : Murtogg
- Angus Barnett (VF : Bernard Alane ; VQ : Jean-Jacques Lamothe) : Mullroy
- David Schofield (VF : François Barbin ; VQ : Denis Roy) : Mercer
- Keith Richards (VF : Richard Darbois ; VQ : Éric Gaudry) : Edward Teague, le père de Jack Sparrow et gardien du Code d'Honneur de la Piraterie
- Dermot Keaney (sv) (VF : Hervé Jolly ; VQ : Stéphane Rivard) : Maccus
- Clive Ashborn : Koleniko
- Winston Ellis (VF : Gilles Morvan) : Palifico
- Christopher Adamson (VF : Philippe Dumond) : Jimmy Legs
- Andy Beckwith (en) : Clanker
- Jonathan Linsley (en) : Ogilvey
- Ghassan Massoud : Ammand le Corsaire
- Hakeem Kae-Kazim (VF : Jean-Michel Martial ; VQ : Daniel Roy) : l'Honorable Jocard
- Marcel Iureș (VF : Érik Colin ; VQ : Daniel Roussel) : François Chevalet
- Sergio Calderón (VF : Hervé Jolly ; VQ : Luis de Cespedes) : Eduardo Villanueva
- Marshall Manesh : Sri Sumbhajee Angria
- Takayo Fischer (en) (VQ : Johanne Garneau) : dame Ching
- Greg Ellis (VF : Xavier Fagnon) : Lieutenant Theodore Groves
- Reggie Lee (VF : Jean-Pol Brissart ; VQ : Jacques Lussier) : Tai Huang
- Dominic Scott Kay : Henry Turner
- Michelle Lee : Lian
- Adrienne Wong : Park
- Brendyn Bell (VF : Jonathan Durussel Zangarelli) : le jeune garçon condamné à mort

Version française
- Société de doublage : Dubbing Brothers
- Direction artistique : Hervé Bellon
- Adaptation : Philippe Videcoq

Source et légende : version française (VF) sur Voxofilm

## Production

### Développement
« Je pensais que c'était important que le troisième film représente la fin d'une ère, comme dans un western post-moderne où la voie ferrée et les as de la gâchette sont éteints. Il semblait qu'on avait une opportunité de jeter un regard sur un monde où le légitime a été corrompu et où il n'y a plus de place pour les voleurs honnêtes dans cette société, alors vous avez des problèmes plus sombres et un peu de mélancolie. Les mythes sont en train de mourir. Cela semblait un excellent thème pour terminer la trilogie. »

— Gore Verbinski.
Tourné consécutivement au second opus, Gore Verbinski a voulu avec Jusqu'au bout du monde donner le ton aux personnages après s'être servi du Secret du coffre maudit pour faire avancer l'intrigue. Ce troisième volet approfondit l'univers et sa mythologie, et se nourrit de nouvelles inspirations historiques : sont ainsi créés le Tribunal de la Confrérie (Brethren Court en anglais), tirée de la réelle confrérie des Frères de la côte, ainsi que tout un panel de personnages fictifs issus de vraies figures historiques examinées par Ted Elliott et Terry Rossio, notamment pour élargir la portée au-delà du casting principal (comme c'est le cas avec Dame Ching, seigneur pirate de la mer de Chine méridionale et tirée de la réelle Ching Shih,). Enfin, la mythologie des films est complétée entre autres par l'apparition des neuf pièces de huit, du code des pirates et de Calypso en déesse des océans,.

### Tournage
Le tournage de ce troisième opus s'effectue conjointement au deuxième, Pirates des Caraïbes : Le Secret du coffre maudit, les deux ayant été pensés ensemble et Disney souhaitant ces suites le plus rapidement possible. De ce fait, le scénario et la mise en scène pour cet opus ont été majoritairement écrit pendant le tournage, en profitant du déplacement dans les lieux du deuxième film pour réaliser des séquences du troisième.
Ainsi, le tournage, a débuté en août 2005 avec les séquences dans les Caraïbes, puis la séquence de Singapour : l'ensemble a été construit aux Universal Studios, et comprenait 40 structures plantés dans un réservoir de 24 mètres sur 40 mètres, profond d'environ 1 mètre. Comme Singapour au XVIIIe siècle n'est pas une époque très bien documentée, l'équipe de production a choisi d'utiliser un style expressionniste basé sur les villes chinoises et malaisiennes de la même époque. La conception de la ville était également, et selon la volonté de Verbinski, une parodie de la culture thermale, avec notamment l'apparition de champignons dans tout le décor, et la production d'une véritable humidité crée par la combinaison des gallons d'eau et de l'équipement d'éclairage,.
Le tournage reprend le 3 août 2006 aux Bonneville Salt Flats, dans l'Utah,, pour une durée de 70 jours. Cette plaine de sel sert à représenter l'antre de Davy Jones (Davy Jones' Locker) dans lequel Jack Sparrow se retrouve seul avec le Black Pearl. Les dunes en bord de mer sur lequel glisse le Black Pearl sont quant à elles filmées à Nipomo et Guadalupe, en Californie.
La bataille du Maelström, elle, est tournée dans un ancien hangar aérien à Palmdale (Californie), où les ponts du Black Pearl et du Hollandais Volant ont été reproduits en incliné.

Le tournage s'achève enfin le 12 décembre 2006 sur les îles de Molokai et d'Oahu, qui sert à représenter l'île des Naufragés.

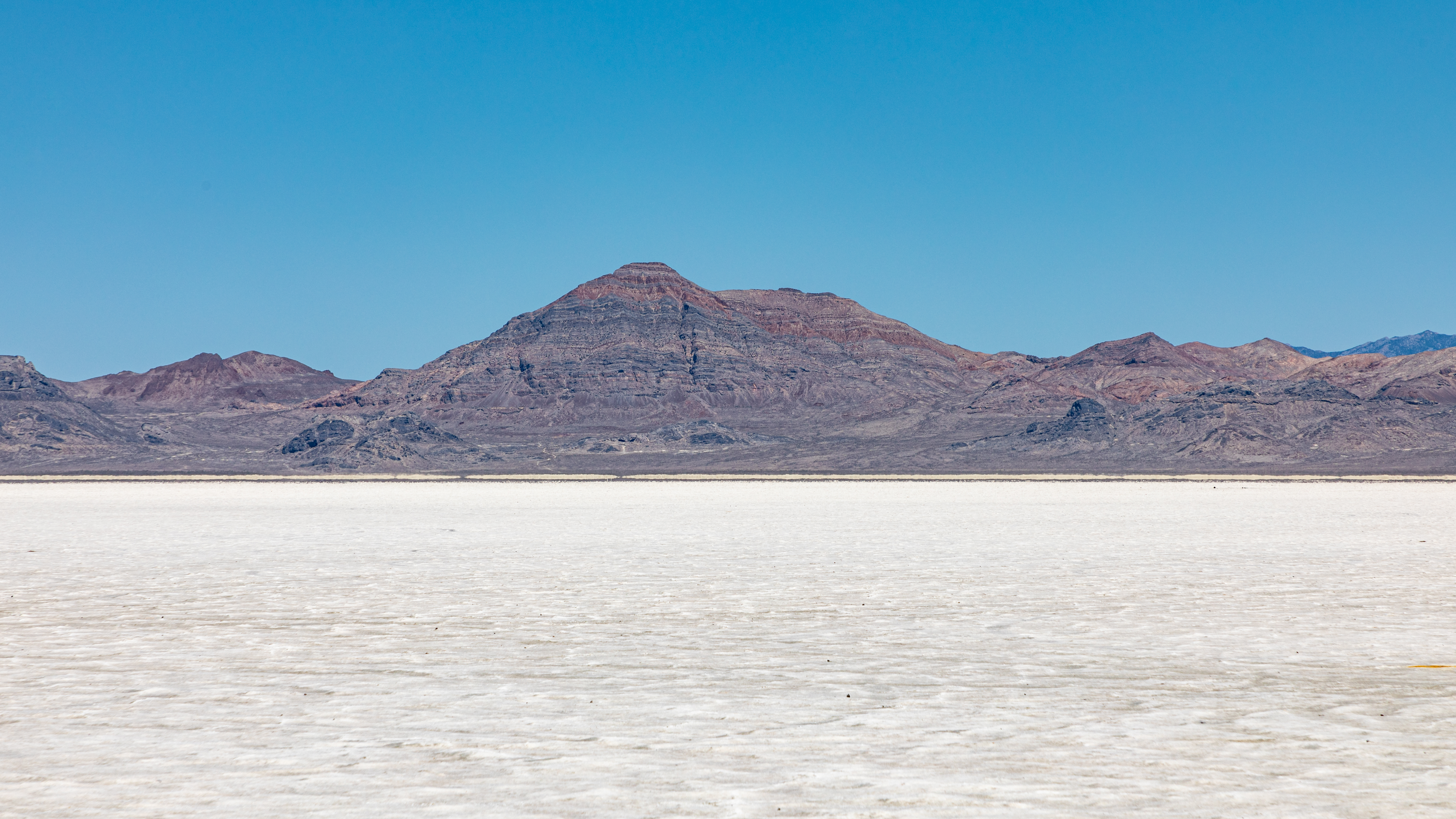
La plaine de Bonneville Salt Flats (Utah), qui sert de décor à l'antre de Davy Jones.
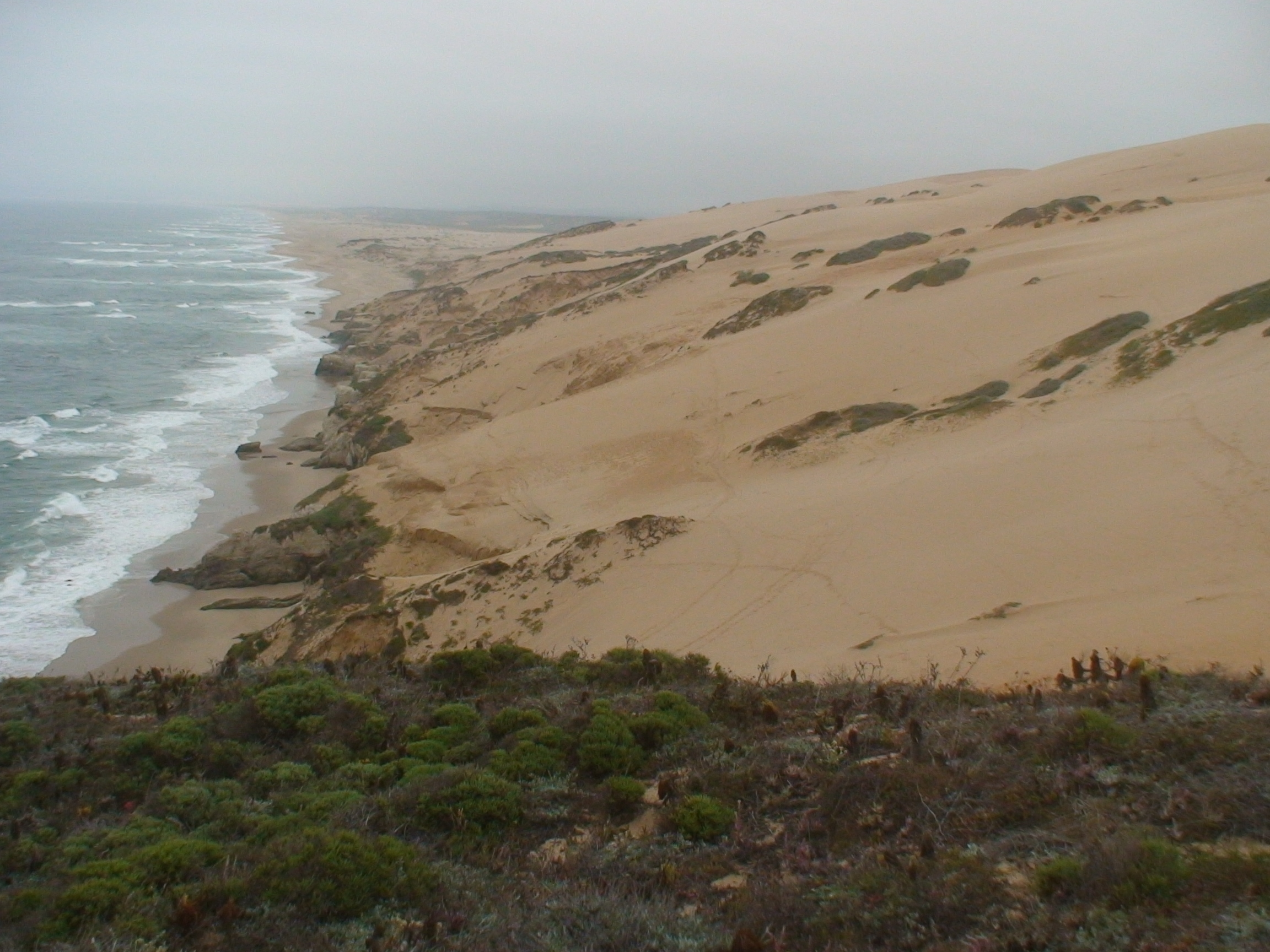
Guadalupe-Nipomo Dunes, autre décor à l'antre de Davy Jones.
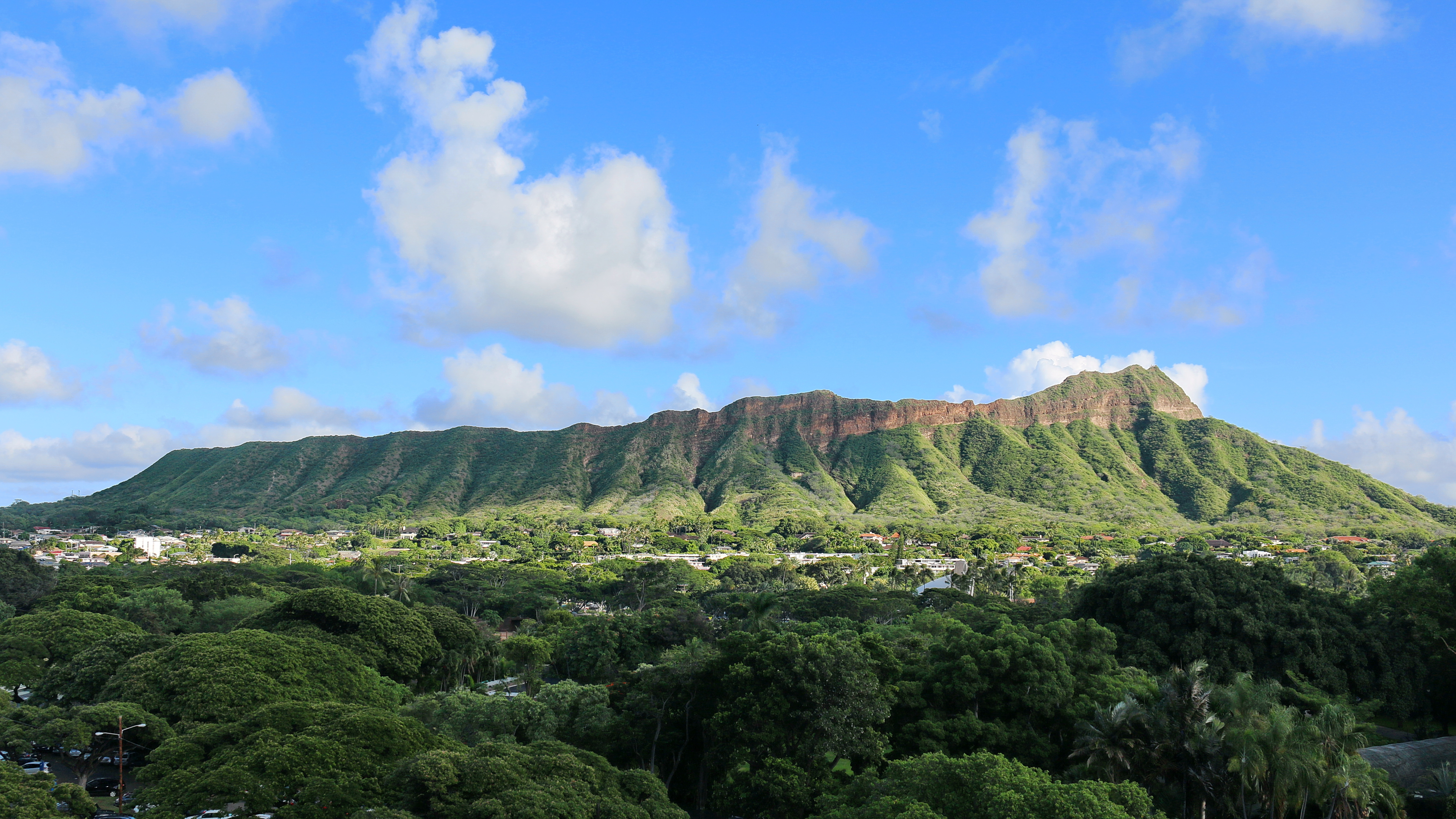
Le Diamond Head à Oahu, qui représente l'île des Naufragés.

### Post-production
Du fait de l'échéance serrée imposée par Disney, la post-production ne dure que 10 semaines. L'équipe est très fatiguée et doit simultanément effectuer le montage, les effets spéciaux, le mixage et l'étalonnage. Gore Verbinski raconte lui même avoir dormi très peu pendant cette période et être passé en surpoids. Le premier montage donne un rendu de trois heures : vingt minutes sont supprimées, bien que Jerry Bruckheimer ait soutenu que la longue durée était nécessaire pour que les préparations menant à la bataille finale fonctionnent.

## Bande originale
La bande originale du film composé par Hans Zimmer sous le label Walt Disney Records.
Il existe deux versions de cet album, une produite pour les États-Unis et l'autre pour l'Europe. Toutes deux comportant les mêmes titres et les mêmes durées.
| 1.    | Hoist The Colours                  | Hans Zimmer et Gore Verbinski | 1:31  |
| 2.    | Singapore                          | Hans Zimmer                   | 3:40  |
| 3.    | At Wit's End                       | Hans Zimmer                   | 8:05  |
| 4.    | Multiple Jacks                     | Hans Zimmer                   | 3:51  |
| 5.    | Up Is Down                         | Hans Zimmer                   | 2:42  |
| 6.    | I See Dead People In Boats         | Hans Zimmer                   | 7:09  |
| 7.    | The Brethren Court                 | Hans Zimmer                   | 2:21  |
| 8.    | Parlay                             | Hans Zimmer                   | 2:10  |
| 9.    | Calypso                            | Hans Zimmer                   | 3:02  |
| 10.   | What Shall We Die For              | Hans Zimmer                   | 2:02  |
| 11.   | I Don't Think Now Is The Best Time | Hans Zimmer                   | 10:45 |
| 12.   | One Day                            | Hans Zimmer                   | 4:01  |
| 13.   | Drink Up Me Hearties               | Hans Zimmer                   | 4:31  |
| 56:15 |                                    |                               |       |

## Accueil

### Accueil critique
Sur le site d'agrégation des avis Rotten Tomatoes, le film a obtenu un taux d'approbation de 44 %, basé sur 227 critiques, avec une note moyenne de 5,4⁄10. Le consensus critique du site se lit comme suit : « POTC: AWE fournit des scènes d'action palpitantes, mais mêle trop de personnages avec trop de fils de scénario incompréhensibles ». Chez Metacritic, qui attribue une note moyenne pondérée aux critiques, le film reçoit une moyenne score de 50 sur 100, basé sur 36 critiques, indiquant « des critiques mitigées ou moyennes ». Les spectateurs interrogés par CinemaScore ont attribué au film une note moyenne de « A– » sur une échelle de A + à F.
En France, le site Allociné propose une note moyenne de 3,1⁄5 à partir de l'interprétation de critiques provenant de 16 titres de presse.
Le critique Alex Billington a déclaré : « C'est ainsi que fonctionne actuellement l'industrie cinématographique: les critiques émettent de mauvaises opinions, le public a généralement des opinions divergentes et tout va bien dans le monde hollywoodien puisque les studios ont quand même fait des millions ».

### Box-office
Le troisième volet totalise 45 567 000 d'entrées aux Etats-Unis, ce qui place le film 4ème au box-office annuel (2007),.
| Pays ou région | Box-office        | Date d'arrêt du box-office | Nombre de semaines |
| -------------- | ----------------- | -------------------------- | ------------------ |
| États-Unis     | 309 420 425 $     | 4 octobre 2007             | 19                 |
| France         | 5 763 630 entrées | -                          | 13                 |
| Total mondial  | 960 996 492 $     | -                          | -                  |

## Distinctions

### Nomination 2006
- Scream Awards : film le plus attendu

### Distinctions2007
| Distinctions 2007 du film Pirates des Caraïbes : Jusqu'au bout du monde | Distinctions 2007 du film Pirates des Caraïbes : Jusqu'au bout du monde | Distinctions 2007 du film Pirates des Caraïbes : Jusqu'au bout du monde | Distinctions 2007 du film Pirates des Caraïbes : Jusqu'au bout du monde | Distinctions 2007 du film Pirates des Caraïbes : Jusqu'au bout du monde |
| Évènements                                                              | Catégorie / Récompense                                                  | Nommé(es) / Lauréat(es)                                                 | Résultats                                                               |                                                                         |
| ----------------------------------------------------------------------- | ----------------------------------------------------------------------- | ----------------------------------------------------------------------- | ----------------------------------------------------------------------- | ----------------------------------------------------------------------- |
| Alliance of Women Film Journalists                                      | EDA Special Mention Awards de la suite qui n'aurait pas dû être créée   | Pirates des Caraïbes : Jusqu'au bout du monde                           | Nomination                                                              |                                                                         |
| Awards Circuit Community Awards                                         | Meilleurs effets visuels                                                | Pirates des Caraïbes : Jusqu'au bout du monde                           | Nomination                                                              |                                                                         |
| Golden Schmoes Awards                                                   | Film le plus surestimé de l'année                                       | Pirates des Caraïbes : Jusqu'au bout du monde                           | Nomination                                                              |                                                                         |
| Golden Schmoes Awards                                                   | Meilleurs effets spéciaux de l'année                                    | Pirates des Caraïbes : Jusqu'au bout du monde                           | Nomination                                                              |                                                                         |
| Golden Schmoes Awards                                                   | La plus grande déception de l'année                                     | Pirates des Caraïbes : Jusqu'au bout du monde                           | Nomination                                                              |                                                                         |
| International Film Music Critics Association Awards                     | Meilleure musique originale pour un film d'action / aventure            | Hans Zimmer                                                             | Nomination                                                              |                                                                         |
| International Film Music Critics Association Awards                     | Composition musicale de film de l'année                                 | Hans Zimmer                                                             | Nomination                                                              |                                                                         |
| National Movie Awards                                                   | Meilleur film familial                                                  | Pirates des Caraïbes : Jusqu'au bout du monde                           | Nomination                                                              |                                                                         |
| National Movie Awards                                                   | Meilleur acteur                                                         | Johnny Depp                                                             | Nomination                                                              |                                                                         |
| National Movie Awards                                                   | Meilleur acteur                                                         | Orlando Bloom                                                           | Nomination                                                              |                                                                         |
| National Movie Awards                                                   | Meilleure actrice                                                       | Keira Knightley                                                         | Nomination                                                              |                                                                         |
| Nickelodeon Kids' Choice Awards, UK                                     | Meilleur acteur de cinéma                                               | Johnny Depp                                                             | Lauréat                                                                 |                                                                         |
| Nikkan Sports Film Awards                                               | Prix du choix des lecteurs du meilleur film étranger                    | Pirates des Caraïbes : Jusqu'au bout du monde                           | Lauréat                                                                 |                                                                         |
| Rondo Hatton Classic Horror Awards                                      | Meilleur film                                                           | Gore Verbinski                                                          | Nomination                                                              |                                                                         |
| Satellite Awards                                                        | Meilleur son (montage et mixage)                                        | Christopher Boyes, Paul Massey, Lee Orloff et George Watters II         | Nomination                                                              |                                                                         |
| Scream Awards                                                           | Meilleur caméo                                                          | Keith Richards                                                          | Lauréat                                                                 |                                                                         |
| Scream Awards                                                           | Meilleur héros fantastique                                              | Johnny Depp                                                             | Lauréat                                                                 |                                                                         |
| Scream Awards                                                           | The Ultimate Scream (Meilleur film)                                     | Pirates des Caraïbes : Jusqu'au bout du monde                           | Nomination                                                              |                                                                         |
| Scream Awards                                                           | Meilleur film fantastique                                               | Pirates des Caraïbes : Jusqu'au bout du monde                           | Nomination                                                              |                                                                         |
| Scream Awards                                                           | Meilleure suite                                                         | Pirates des Caraïbes : Jusqu'au bout du monde                           | Nomination                                                              |                                                                         |
| Scream Awards                                                           | Meilleurs effets spéciaux                                               | Pirates des Caraïbes : Jusqu'au bout du monde                           | Nomination                                                              |                                                                         |
| Scream Awards                                                           | Renard fantastique                                                      | Johnny Depp                                                             | Nomination                                                              |                                                                         |
| St. Louis Film Critics Association                                      | Meilleurs effets visuels / spéciaux                                     | Pirates des Caraïbes : Jusqu'au bout du monde                           | Nomination                                                              |                                                                         |
| Teen Choice Awards                                                      | Meilleur film d'action / aventure                                       | Pirates des Caraïbes : Jusqu'au bout du monde                           | Lauréat                                                                 |                                                                         |
| Teen Choice Awards                                                      | Meilleur acteur dans un film d’action / aventure                        | Johnny Depp                                                             | Lauréat                                                                 |                                                                         |
| Teen Choice Awards                                                      | Meilleure actrice dans un film d’action / aventure                      | Keira Knightley                                                         | Lauréat                                                                 |                                                                         |
| Teen Choice Awards                                                      | Meilleur combat                                                         | Orlando Bloom (Will Turner contre l'équipage du Flying Dutchman)        | Lauréat                                                                 |                                                                         |
| Teen Choice Awards                                                      | Meilleur méchant                                                        | Bill Nighy                                                              | Lauréat                                                                 |                                                                         |
| Teen Choice Awards                                                      | Meilleur acteur dans un film d’action / aventure                        | Orlando Bloom                                                           | Nomination                                                              |                                                                         |

### Distinctions2008
| Distinctions 2008 du film Pirates des Caraïbes : Jusqu'au bout du monde | Distinctions 2008 du film Pirates des Caraïbes : Jusqu'au bout du monde | Distinctions 2008 du film Pirates des Caraïbes : Jusqu'au bout du monde | Distinctions 2008 du film Pirates des Caraïbes : Jusqu'au bout du monde | Distinctions 2008 du film Pirates des Caraïbes : Jusqu'au bout du monde |
| Évènements                                                              | Catégorie / Récompense                                                  | Nommé(es) / Lauréat(es) | Résultats                                                               |                                                                         |
| ----------------------------------------------------------------------- | ----------------------------------------------------------------------- | --- | ----------------------------------------------------------------------- | ----------------------------------------------------------------------- |
| Academy of Science Fiction, Fantasy and Horror Films - Saturn Awards    | Saturn Award du meilleur maquillage                                     | Ve Neill et Martin Samuel | Lauréat                                                                 |                                                                         |
| Academy of Science Fiction, Fantasy and Horror Films - Saturn Awards    | Meilleur film fantastique                                               | Pirates des Caraïbes : Jusqu'au bout du monde | Nomination                                                              |                                                                         |
| Academy of Science Fiction, Fantasy and Horror Films - Saturn Awards    | Meilleurs costumes                                                      | Penny Rose | Nomination                                                              |                                                                         |
| Academy of Science Fiction, Fantasy and Horror Films - Saturn Awards    | Meilleurs effets spéciaux                                               | John Frazier, Charles Gibson, Hal T. Hickel et John Knoll | Nomination                                                              |                                                                         |
| American Cinema Editors                                                 | Meilleur montage d'un film comique ou musical                           | Stephen E. Rivkin et Craig Wood | Nomination                                                              |                                                                         |
| ASCAP Film and Television Music Awards                                  | ASCAP Award du compositeurs du meilleur film au box-office              | Hans Zimmer | Lauréat                                                                 |                                                                         |
| Art Directors Guild                                                     | Meilleurs décors dans un film fantastique                               | Bruce Crone, John Dexter, William Hawkins, Rick Heinrichs, Nick Navarro, William Ladd Skinner, Eric Sundahl, Clint Wallace et Darrell L. Wight                                                                             | Nomination                                                              |                                                                         |
| BAFTA Awards                                                            | Meilleurs effets visuels                                                | John Frazier, Charles Gibson, Hal T. Hickel et John Knoll | Nomination                                                              |                                                                         |
| Costume Designers Guild Awards                                          | Meilleurs costumes pour un film fantastique                             | Penny Rose | Nomination                                                              |                                                                         |
| Gold Derby Awards                                                       | Meilleur maquillage et coiffure                                         | Martin Samuel et Ve Neill | Nomination                                                              |                                                                         |
| Gold Derby Awards                                                       | Meilleurs effets visuels                                                | John Frazier, Charles Gibson, Hal T. Hickel et John Knoll | Nomination                                                              |                                                                         |
| International Online Cinema Awards                                      | Meilleur montage son                                                    | Christopher Boyes et George Watters II | Nomination                                                              |                                                                         |
| International Online Cinema Awards                                      | Meilleurs effets visuels                                                | Pirates des Caraïbes : Jusqu'au bout du monde | Nomination                                                              |                                                                         |
| Italian Online Movie Awards                                             | Meilleur maquillage                                                     | Pirates des Caraïbes : Jusqu'au bout du monde | Nomination                                                              |                                                                         |
| Jupiter Awards                                                          | Meilleur acteur international                                           | Johnny Depp | Lauréat                                                                 |                                                                         |
| Kids' Choice Awards                                                     | Blimp Award de l'acteur de cinéma préféré                               | Johnny Depp | Lauréat                                                                 |                                                                         |
| Kids' Choice Awards                                                     | Film préféré                                                            | Pirates des Caraïbes : Jusqu'au bout du monde | Nomination                                                              |                                                                         |
| Kids' Choice Awards                                                     | Actrice de cinéma préférée                                              | Keira Knightley | Nomination                                                              |                                                                         |
| Motion Picture Sound Editors                                            | Meilleur montage musical dans un long métrage                           | Katie Greathouse, Barbara McDermott et Melissa Muik | Nomination                                                              |                                                                         |
| Motion Picture Sound Editors                                            | Meilleur montage son dans un long métrage – Dialogues et doublages      | Gloria D'Alessandro, David A. Arnold, Christopher Boyes, Lucy Coldsnow-Smith, Teri E. Dorman, Julie Feiner, Laura Graham, Kimberly Harris, Michele Perrone et George Watters II                                            | Nomination                                                              |                                                                         |
| Motion Picture Sound Editors                                            | Meilleur montage son dans un long métrage - Effets sonores et bruitages | Christopher Boyes, Ken Fischer, J.R. Grubbs, Matthew Harrison, David C. Hughes, James Likowski, Victoria Martin, Shannon Mills, Tim Nielsen, Christopher Scarabosiov, Thomas W. Small, Addison Teague et George Watters II | Nomination                                                              |                                                                         |
| MTV Movie & TV Awards                                                   | Meilleure performance comique                                           | Johnny Depp | Lauréat                                                                 |                                                                         |
| MTV Movie & TV Awards                                                   | Meilleur film                                                           | Pirates des Caraïbes : Jusqu'au bout du monde | Nomination                                                              |                                                                         |
| MTV Movie & TV Awards                                                   | Meilleure performance féminine                                          | Keira Knightley | Nomination                                                              |                                                                         |
| MTV Movie Awards, Russia                                                | Meilleur film international                                             | Pirates des Caraïbes : Jusqu'au bout du monde | Lauréat                                                                 |                                                                         |
| Online Film and Television Association                                  | Meilleurs effets visuels                                                | John Frazier, Charles Gibson, Hal T. Hickel et John Knoll | Nomination                                                              |                                                                         |
| Oscars                                                                  | Meilleur maquillage                                                     | Ve Neill et Martin Samuel | Nomination                                                              |                                                                         |
| Oscars                                                                  | Meilleurs effets visuels                                                | John Frazier, Charles Gibson, Hal T. Hickel et John Knoll | Nomination                                                              |                                                                         |
| People's Choice Awards                                                  | Film préféré                                                            | Pirates des Caraïbes : Jusqu'au bout du monde | Lauréat                                                                 |                                                                         |
| People's Choice Awards                                                  | Trio préféré                                                            | Pirates des Caraïbes : Jusqu'au bout du monde | Lauréat                                                                 |                                                                         |
| People's Choice Awards                                                  | Surnom des fans préféré                                                 | Rum Runners | Nomination                                                              |                                                                         |
| Prix du film Mainichi                                                   | Prix du choix des lecteurs du meilleur film étranger                    | Pirates des Caraïbes : Jusqu'au bout du monde | Lauréat                                                                 |                                                                         |
| Razzie Awards                                                           | Pire second rôle masculin                                               | Orlando Bloom | Nomination                                                              |                                                                         |
| Rembrandt Awards                                                        | Meilleur film étranger                                                  | Jerry Bruckheimer | Lauréat                                                                 |                                                                         |
| Rembrandt Awards                                                        | Meilleur acteur étranger                                                | Johnny Depp | Lauréat                                                                 |                                                                         |
| Screen Actors Guild Awards                                              | Meilleure équipe de cascadeurs                                          | Pirates des Caraïbes : Jusqu'au bout du monde | Nomination                                                              |                                                                         |
| Visual Effects Society Awards                                           | Meilleur personnage animé dans un film en prise de vue réelle           | Marc Chu, Hal T. Hickel, Maia Kayser et Jakub Pistecky | Lauréat                                                                 |                                                                         |
| Visual Effects Society Awards                                           | Meilleur environnement fictif dans un film en prise de vues réelles     | Joakim Arnesson, David Meny, Frank Losasso Petterson et Paul Sharpe | Lauréat                                                                 |                                                                         |
| Visual Effects Society Awards                                           | Meilleure modèle et maquette dans un film                               | Kenneth Bailey, Geoff Heron, Bruce Holcomb et Carl Miller (séquence des différents navires) | Nomination                                                              |                                                                         |
| Visual Effects Society Awards                                           | Meilleur compositing dans un long métrage                               | Shawn Hillier, Jen Howard, Katrin Klaiber et Eddie Pasquarello | Nomination                                                              |                                                                         |
| Visual Effects Society Awards                                           | Meilleur compositing dans un long métrage                               | Ted Andre, Joel Behrens, Kevin Lingenfelser et Lou Pecora (pour la mort de Beckett) | Nomination                                                              |                                                                         |
| Visual Effects Society Awards                                           | Meilleurs effets visuels dans un film axé sur les effets                | Jill Brooks, Charlie Gibson, Hal T. Hickel et John Knoll | Nomination                                                              |                                                                         |
| Visual Effects Society Awards                                           | Meilleur effet visuel de l'année                                        | Jill Brooks, John Knoll, François Lambert et Philippe Rebours (pour le duel Jack et Davy) | Nomination                                                              |                                                                         |

### Nomination 2009
- International Online Film Critics' Poll : meilleurs effets visuels pour John Frazier, Charles Gibson, Hal T. Hickel et John Knoll

### Nomination 2012
- Jules Verne Awards : meilleur film d'aventure ou de science-fiction

### Nomination 2013
- People's Choice Awards : surnom des fans préféré pour Rum Runners

## Éditions en vidéo
- En France, le film Pirates des Caraïbes : Jusqu'au bout du monde est sorti en DVD simple[33], DVD édition collector[34] et dans une version double Blu-ray[35] le 23 novembre 2007. Le film est également sorti en VOD le 1er février 2016[6]. Une nouvelle version Blu-ray est sortie le 1er octobre 2017[36]. À la suite des évolutions techniques afin d'améliorer la qualité d'image et de sons, le film sort dans une édition 4K Ultra HD + Blu-ray le 4 mai 2022[37].
- Au Québec, le film est sorti en DVD le 4 décembre 2007[1].

## Autour du film
(septembre 2023).
- Si vous ne connaissez pas le sujet, laissez ce bandeau (vous pouvez alors contacter les auteurs).
- Si vous supprimez le contenu mis en cause (vous pouvez préalablement contacter les auteurs),

argumentez précisément cette suppression dans la page de discussion
(un manque de référence n'est pas un argument ; une recherche réelle de référence doit avoir été effectuée, être formellement documentée).
Pirates des Caraïbes : Jusqu'au bout du monde marque le retour des deux officiers de la Compagnie britannique des Indes orientales Mullroy et Murtogg, incarnés respectivement par Angus Barnett et Giles New, vus dans La Malédiction du Black Pearl. Leur absence totale de Le Secret du coffre maudit est donc justifiée par l'ouragan essuyé par James Norrington au large de Tripoli. Ils finissent pirates dans le troisième volet et on peut les apercevoir dans la bande-annonce sur le Black Pearl lorsque Elizabeth Swann adresse à Jack Sparrow : « ça n'aurait jamais pu marcher entre nous ».
Une partie du film a été censurée par les autorités chinoises qui considèrent que le personnage du capitaine Sao Feng renvoie à une image de diabolisation du Chinois. Le temps d'apparition de Chow Yun-fat est réduit de moitié.
Ce film s'oriente plus vers le sérieux que le comique, à l'inverse des deux premiers opus. En version originale, Tia Dalma mentionne, dans Pirates des Caraïbes : Le Secret du coffre maudit, « a touch of destiny » à propos de Will, or elle mentionne à nouveau ses mots lorsqu'elle utilise ses morceaux de crabe afin de savoir où se trouve le Hollandais volant et, dans Pirates des Caraïbes : Jusqu'au Bout du Monde, elle déclare, à l'attention de Will, « le doigt du destin » alors qu'il est en train de regarder les esprits des morts dont Davy Jones devrait normalement s'occuper. Dans la version française de Pirates des Caraïbes : Le Secret du coffre maudit, le doublage se révèle assez différent bien que l'on retrouve dans les sous-titres français, « le doigt du destin » lors des deux passages dont il a été fait mention précédemment. Il est donc possible que Tia Dalma connaisse le destin de Will qui sera d'être capitaine du Hollandais volant et de reprendre la tâche que Davy Jones refuse d'accomplir. Cependant, en version québécoise, Tia Dalma dit « une aura de destinée », ce qui s'apparente davantage à la version anglaise.
Le chien Chopper gardant les clés au sein des trois films Pirates des Caraïbes est une référence directe à l'attraction du même nom. En effet, dans le premier film, les prisonniers tentent de l'attirer avec un os afin qu'ils puissent avoir la clé qu'il détient. Dans le second film, Pintel dit à Ragetti qu'ils se sont évadés grâce à sa ruse, or Chopper est dans la barque avec eux, gardant toujours les clés. Il est également présent dans Pirates des Caraïbes : Jusqu'au Bout du Monde, en possession des clés qui sont cette fois utilisées pour ouvrir le livre du code des pirates.
Lors de la transition entre la chute de la jonque dans les chutes et la première apparition de Jack Sparrow dans l'antre, on entend des murmures dont "Les morts ne mentent pas", ("Dead men tell no tales") qui est le titre du cinquième opus en VO ou VQ.
Au début de la scène de la rencontre sur le banc de sable, juste avant le combat final, la caméra filme entre les jambes de Davy Jones, William Turner et Cutler Beckett l'arrivée de Jack Sparrow, Elizabeth Swann et Hector Barbossa. Ce plan est une référence au film Il était une fois dans l'Ouest. La scène est d'ailleurs accompagnée d'une musique de western. Lors de la scène se déroulant à la Baie des naufragés, le capitaine Teague Sparrow joue un peu de guitare. C'est un clin d'œil à la carrière de Keith Richards, guitariste des Rolling Stones et qui incarne ce personnage dans le film. À la fin du générique, une scène montre William Turner qui revient voir Elizabeth dix ans plus tard, qui est accompagnée d'un enfant.
Durant la scène du film où les pirates hissent leurs pavillons, tous ces derniers sont de vrais pavillons évoquant plusieurs pirates ayant existé. Ainsi, le premier drapeau hissé est celui de Christopher Moody, drapeau rouge avec un crâne jaune, une main blanche brandissant une épée blanche et un sablier jaune. Le deuxième n'est rien d'autre que celui d'Edward Teach, alias Barbe Noire, pavillon représentant un diable tenant dans une main une lance qui s'apprête à transpercer un cœur, et dans l'autre un sablier. Le troisième hissé est le pavillon de Bartholomew Roberts, qui présente un homme trinquant avec la mort. Le célèbre drapeau pirates, le Jolly Roger, apparaît aussi, ce drapeau est proche de celui de Edward England. Le pavillon représentant un squelette rouge sur un fond noir est celui de Edward Low. Le pavillon du pirate français est celui de Stede Bonnet, surnommée le Pirate gentleman. Le pavillon du Black Pearl est celui de Jack Rackham. Enfin, le dernier, à la fin du film, lorsque Jack Sparrow prend la mer, est le pavillon très proche de celui d'Henry Every, avec un oiseau rouge en plus et le bijou de Jack sur l'oreille droite[réf. nécessaire].
Il existe une scène coupée dans laquelle Tia Dalma/Calypso explique que le lien entre le Hollandais Volant et son capitaine peut être rompu une fois tout les dix ans, lorsque le capitaine s’est acquitté de sa tâche consistant à accompagner les morts en mer vers l’au delà, si celui-ci parvient à trouver un amour sincère. Étant donné que Will et Elizabeth sont mariés à la fin du film, il peut être supposé qu’Elizabeth est restée fidèle à Will. Cela signifierait que la scène post crédits où l’on voit Will de retour dans le monde des vivants après s’être acquitté de sa tâche, et Elizabeth l’ayant attendu dix ans durant avec leur fils, annonce en réalité la libération de Will de ses obligations et son retour définitif dans le monde des vivants.